# Pojokwatu
Pojokwatu is een bestuurslaag in het regentschap Blora van de provincie Midden-Java, Indonesië. Pojokwatu telt 3185 inwoners (volkstelling 2010).